# Clasmodosaurus
Genre
Espèce
Clasmodosaurus est un genre de dinosaures, probablement un sauropode, du Crétacé retrouvé en Argentine. L'espèce-type, C. spatula, a été décrite par Florentino Ameghino en 1898. Il est de nos jours considéré comme nomen dubium.